# James Achurch
James Dudley „Jim” Achurch (ur. 21 stycznia 1928 w Epping, zm. 5 listopada 2015 w Nambour) – australijski lekkoatleta, który specjalizował się w rzucie oszczepem.
W 1956 brał udział w olimpijskim konkursie podczas igrzysk w Melbourne - z wynikiem 57,09 zajął odległe 21. miejsce. Dwa lata wcześniej, w roku 1954, wywalczył złoty medal igrzysk Imperium Brytyjskiego i Wspólnoty Brytyjskiej uzyskując wynik 68,52 m. Rekord życiowy: 68,94 m (1956).